# Љубавна виола
Љубавна виола (итал. viola d'amore) је необичан гудачки инструмент који је настао и употребљавао се током 18. века.

## Карактеристике
Назив је добила због додатог сета од седам жица испод главних мелодијских жица, које су назване „заљубљене“, јер вибрирају у складу са главнима. С обзиром да се налазе испод главних, назване су још и „невидљивим жицама“. Саме жице, као и облик тела инструмента, слични су као код виола. При свирању се држи испод браде и нема прагове, као што је случај са виолом. На врху врата се налазила мала, изрезбарена глава неког митолошког бића, најчешће Купидона. Звук овог инструмента се сматра префињеним, али није био од велике користи у оркестрима. Вивалди је писао за овај инструмент.